# Federação Internacional de Bobsleigh e Skeleton
A Federação Internacional de Bobsleigh e Skeleton (IBSF), originalmente Federação Internacional de Bobsleigh e de Tobogganing (em francês:  Fédération Internationale de Bobsleigh et de Tobogganing, FIBT) é o órgão internacional regulador dos desportos de bobsleigh e skeleton. Foi fundada em 1923 e está sediada na cidade suíça de Lausana.

## Eventos da IBSF
A IBSF controla todas as competições de bobsleigh e skeleton a nível do Campeonato Europeu, Campeonato Mundial, Copa do Mundo e Jogos Olímpicos de Inverno.
| Número    | Eventos                                | Primeira edição | Última edição |
| --------- | -------------------------------------- | --------------- | ------------- |
| Bobsleigh |                                        |                 |               |
| 1         | Bobsleigh nos Jogos Olímpicos          | 1924            | 2018          |
| 2         | Campeonato Mundial de Bobsleigh        | 1930            | 2017          |
| 3         | Campeonato Mundial Júnior de Bobsleigh | -               | 2018          |
| 4         | Copa do Mundo de Bobsleigh             | 1984-85         | 2018          |
| 5         | Campeonato Mundial de Para Bobsleigh   | 2016            | 2018          |
| 6         | Copa do Mundo de Para Bobsleigh        | 2014-15         | 2018          |
| 7         | Campeonato Europeu de Bobsleigh        | 1929            | 2018          |
| 8         | Campeonato Europeu Júnior de Bobsleigh | 2018            | 2018          |
| 9         | Campeonato Europeu de Para Bobsleigh   | 2018            | 2018          |
| 10        | Copa Europeia de Bobsleigh             | -               | 2018          |
| 11        | Copa Norte-Americana de Bobsleigh      | -               | 2018          |
| Skeleton  |                                        |                 |               |
| 1         | Skeleton nos Jogos Olímpicos           | 1928            | 2018          |
| 2         | Campeonato Mundial de Skeleton         | 1989            | 2017          |
| 3         | Campeonato Mundial Júnior de Skeleton  | -               | 2018          |
| 4         | Copa do Mundo de Skeleton              | 1986-87         | 2018          |
| 5         | Campeonato Mundial de Para Skeleton    | 2016            | 2018          |
| 6         | Copa do Mundo de Para Skeleton         | 2014-15         | 2017          |
| 7         | Campeonato Europeu de Skeleton         | 1981            | 2018          |
| 8         | Campeonato Europeu Júnior de Skeleton  | 2018            | 2018          |
| 9         | Campeonato Europeu de Para Skeleton    | -               | -             |
| 10        | Copa Europeia de Skeleton              | -               | 2018          |
| 11        | Copa Norte-Americana de Skeleton       | -               | 2018          |
| 12        | Copa Intercontinental de Skeleton      | -               | 2018          |

- http://www.the-sports.org/bobsleigh-g111.html
- http://www.the-sports.org/skeleton-g112.html
- http://www.ibsf.org/en/our-sports/para-sport
- http://www.ibsf.org/en/news/9-skeleton/19077-para-bobsleigh-and-para-skeleton-included-as-fibt-world-cup-events-for-the-first-time
- http://www.ibsf.org/en/news/19577-eric-eierdam-and-lonnie-bissonnette-win-overall-para-world-cup
- http://aroundtherings.com/site/A__60748/Title__IBSF---World-Championships-Hosts-2018-and-2021/292/Articles
- http://www.ibsf.org/en/news/8-bobsleigh/20482-alvils-brants-from-latvia-european-champion-in-para-bobsleigh
- http://www.ibsf.org/en/news/8-bobsleigh/20361-defending-champion-lonnie-bissonnette-leads-ibsf-para-bobsleigh-world-cup
- http://www.ibsf.org/en/component/content/article?id=20463:youth-olympic-champion-laura-nolte-first-u23-european-champion-in-women-s-bobsleigh
- http://www.thebbsa.co.uk/race-calendar/junior-world-championships-2/
- http://www.thebbsa.co.uk/race-calendar/para-sport-european-championships/
- https://www.insidethegames.biz/articles/1060343/brants-secures-para-bobsleigh-european-championships-title-with-commanding-victory-in-innsbruck
- http://www.the-sports.org/skeleton-2017-2018-intercontinental-cup-epr81489.html
- https://www.paralympic.org/news/10-world-cups-para-bobsleigh-2017-18

## Membros de países lusófonos
- Confederação Brasileira de Desportos no Gelo
- Bobsleigh Clube de Portugal